# Prosopistoma olympus
Prosopistoma olympus is een haft uit de familie Prosopistomatidae. De wetenschappelijke naam van de soort is voor het eerst geldig gepubliceerd in 2003 door Sartori & Gattolliat.
De soort komt voor in het Oriëntaals gebied.